# Schornsteinfeger

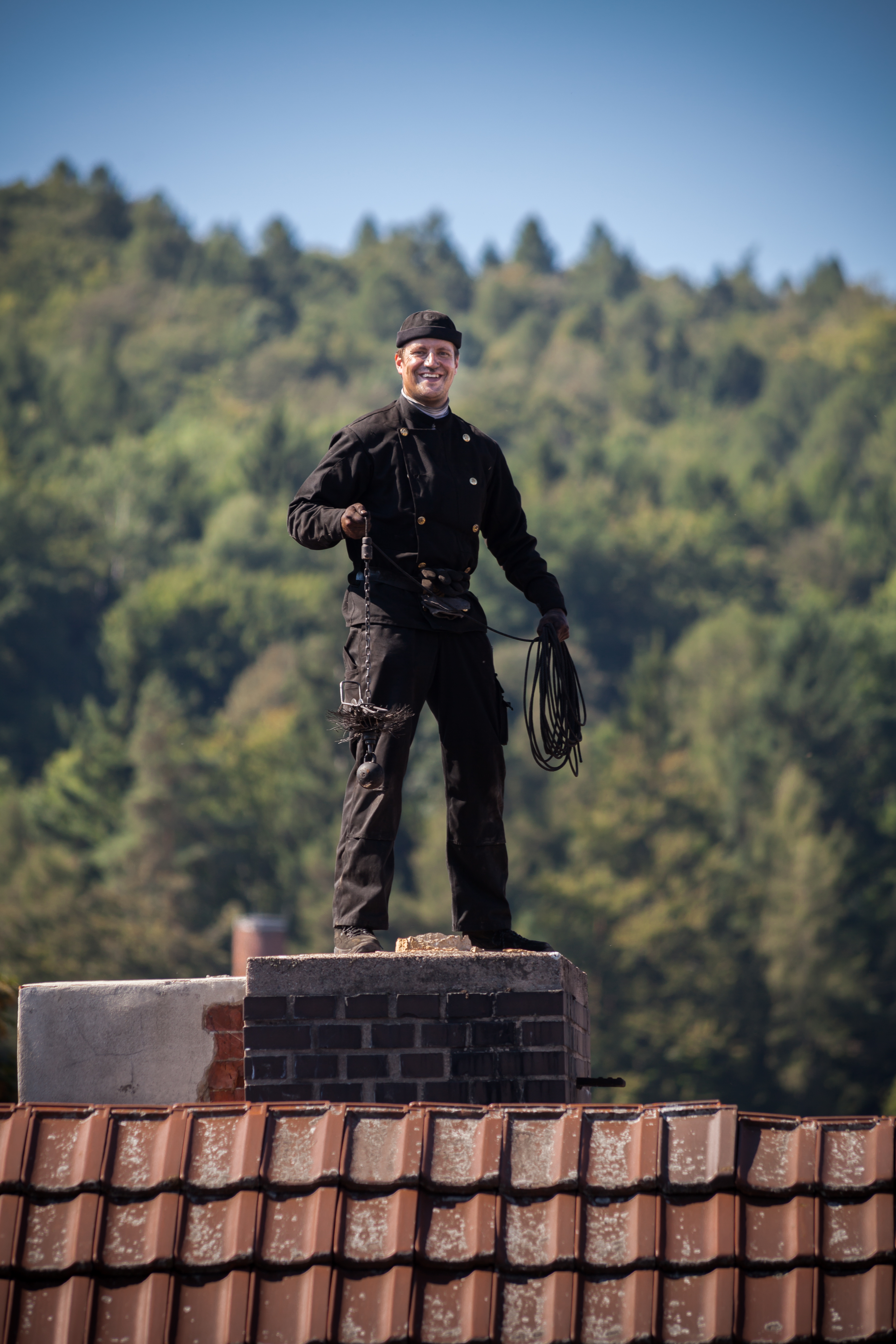
Schornsteinfeger

Schornsteinfeger (auch Rauchfangkehrer, Essenkehrer oder Kaminkehrer) ist ein Handwerksberuf, der sich mit der Reinigung und Kontrolle von Abgasanlagen, Feuerstätten, Rauchableitungen, Lüftungsanlagen und ähnlichem befasst und die Grenzwerte der Luftreinhaltung durch Ab- und Verbrennungsgase misst.

## Begriff
Die Berufsbezeichnung lautet Schornsteinfeger in Deutschland, Rauchfangkehrer in Österreich und Kaminkehrer oder Kaminfeger in der Schweiz und in Süddeutschland, spazzacamini in Italien und im Tessin; regional findet sich auch Essenkehrer, Schlotfeger oder Sottje.

## Geschichte

### Anfänge

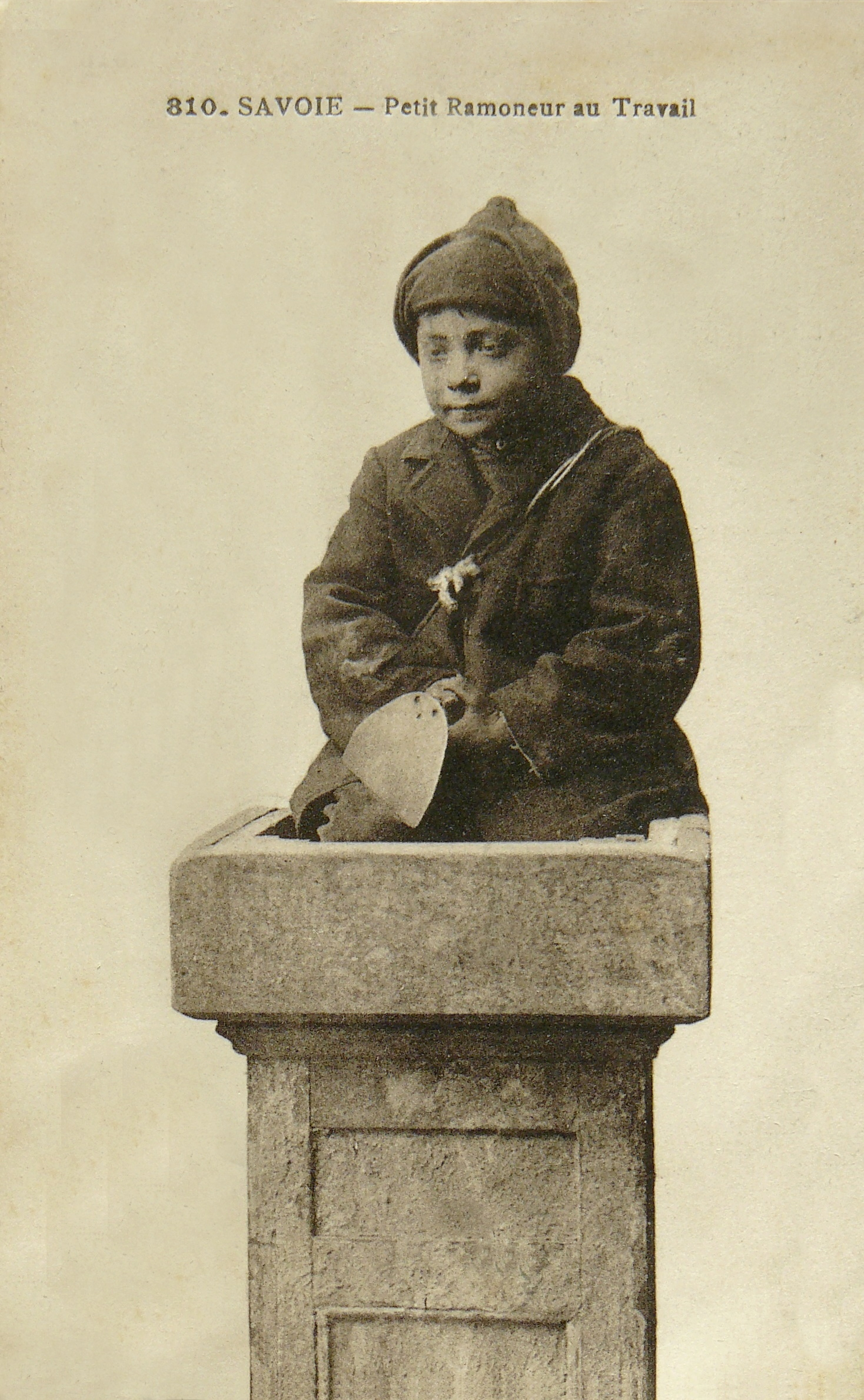
Kaminfegerbub in Chambéry, 1910

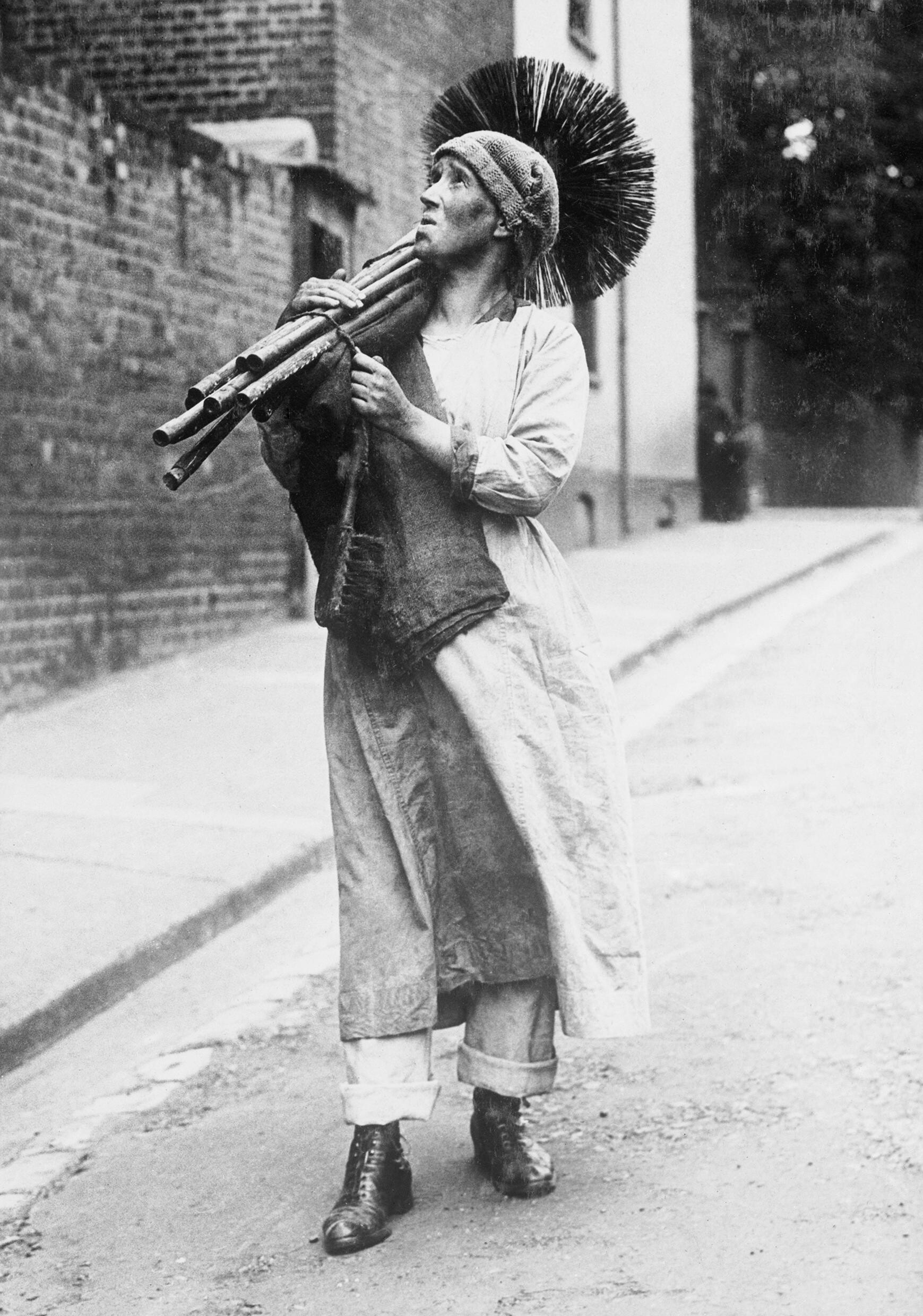
Schornsteinfegerin zu Zeiten des Ersten Weltkriegs

Man vermutet, dass ein Ursprung des Schornsteinfegerhandwerks in Italien zu suchen ist und dass er mit der Entwicklung des Schornsteins (Synonym: Schlot) einherging. Als das Einraumhaus, in dem der von der Feuerstelle aufsteigende Rauch in den Raum oder zum Dach aufgestiegen war, eine Zwischendecke und Räume erhielt, wurde zum Ableiten des lästigen und gesundheitsschädlichen Rauchs eine Vorrichtung notwendig. Ein Rauchfangtrichter über der Feuerstelle leitet den aufgefangenen Rauch wie bei einer Esse durch ein Loch in der Wand nach draußen oder durch einen Schornstein.
In Bauernhäusern wurden Rauchschlote aus Holz und Lehm vermutlich etwa im 10. Jahrhundert allmählich üblich. Für Städte wie Trier, Köln, Straßburg, Erfurt ist der Geschossbau ab dem 12. Jahrhundert nachgewiesen. In Italien gab es nachweislich Mitte des 14. Jahrhunderts steinerne Schornsteine; in Deutschland waren sie wohl bis zum 15. Jahrhundert selten.
Abgelagerter Ruß und Flugasche können einen Kamin verstopfen und den Rauchabzug vermindern („schlechter Zug“). Abgelagerter Ruß und kondensierter Holzteer können zu Kaminbränden führen. Die Erhitzung des Kamins dabei und Funkenflug durch (wegen Versottung und folgenden Frostbrüchen) undichte Mauerfugen konnten trockene Dachstühle, Spinnweben oder dort gelagerten Hausrat entzünden. Darum mussten Schornsteine regelmäßig gereinigt werden. Die Schornsteine und Rauchschlote fegte der Eigentümer oder der Mieter selbst, oder er beauftragte Dritte damit.
Anfangs wurde der Beruf als Wandergewerbe, der von Italienern und Schweizern, den Spazzacamini, ausgeübt wurde, angeboten. Ab dem 17. Jahrhundert erfolgt die Berufsausübung verstärkt ortsgebunden, von einer Herrschaft belehnt und mit festgelegtem Zuständigkeitsbezirk sowie amtlich festgesetzten Gebühren, mit feuerpolizeilichen Protokoll- und Meldepflichten sowie Aufgaben bei der Brandbekämpfung.

### Feuerordnungen
Ausgelöst durch Stadtbrände entstanden im hohen und späten Mittelalter die ersten Brandordnungen bzw. Feuerordnungen. Sie waren Bestandteil allgemeiner städtischer Ordnungen, traten vermehrt seit dem 16. Jahrhundert auf und verbreiteten sich im 17. Jahrhundert.
Verfasst und publiziert wurden die Feuerordnungen von der städtischen Obrigkeit oder vom Landesherrn. Sie wurden gelegentlich überarbeitet und novelliert. In manchen Feuerordnungen wurde das regelmäßige Kehren des Schornsteins zwingend vorgeschrieben.
Die älteste bekannte ist die Wiener Feuerordnung vom 22. Mai 1454, die auch die Besichtigung aller Rauchfänge und Feuerstätten und die Beseitigung der „ungewöhnlichen und bösen“ unter ihnen verlangte.
1529 erteilen der Bürgermeister und der Rat der Stadt Wien den Kohlern und Kohlenträgern auf deren Bitte eine Ordnung. (HWOB fol. 216r–217r.)

„[10.] Item von ainem getzogen rauckhfannckh sollen die kolltrager zu kern nicht mer dann zehn phening nemen und dannoch ganntz glat und sauber keren, aber von ainem gestign rauchfanckh zwellf phening und nicht mer. Und wo sy allso allerlay rauchfanckhkern, ob sich begeb, daz sy zerprochn, zerklobn oder sonnst besorglich und nachtailligem rauchfanngkh funden, davon schadn entsteen mòchte, sùlln sy solhs aigentlich dem wirt oder inwonner des hauß antzaigen, damit geverlichait fùrkomen werde.“

Die Stadt Breslau erließ in einer Urkunde vom 4. August 1578 über die „Neuaufgerichtete Feuerordnung“ Kehrbezirke für Schornsteinfeger in der Stadt.
Schornsteinfeger galten aufgrund ihrer Erfahrung als Experten für die Bekämpfung von Hausbränden und hatten sich bei einem Brand gemäß Anordnungen des 18. Jahrhunderts zur Brandverhütung im Kurfürstentum Trier und in weiteren Kurfürstentümern des Heiligen Römischen Reiches mit ihrem Werkzeug zum Feuer zu begeben, um dort fachmännisch zu helfen.
Am 2. April 1727 erließ Preußens König Friedrich Wilhelm I. eine Verordnung, die Vorschriften für Schornsteine, die Errichtung von Kehrbezirken, die Begutachtung der Feuerstätten und die Haftung des Schornsteinfegers bei Schäden enthielt.
Am 2. September 1782 wurde eine Feuerlöschordnung für Österreich unter der Enns erlassen und darin verfügt, dass Rauchfänge im Winter wenigstens alle 6 Wochen, im Sommer alle drei Monate ganz und mit der größsten Sorgfalt gekehrt werden, sowie schliefbare Rauchfänge durch wirkliche Rauchfangkehrer zu kehren sind.

### Gewerbeordnung (Deutschland)

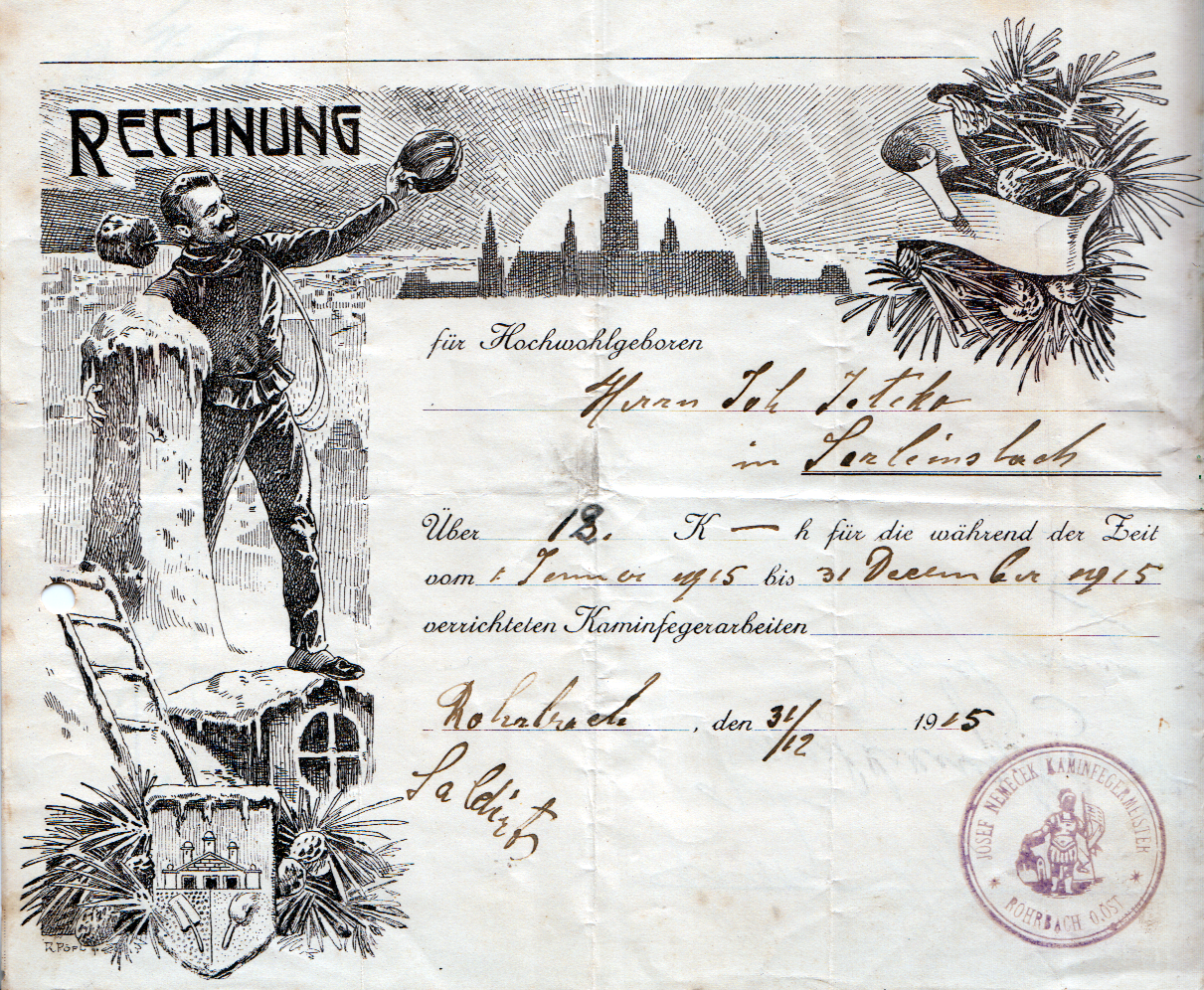
Schornsteinfeger-Rechnung 1915

Am 21. Juni 1869 wurde die Gewerbeordnung für den Norddeutschen Bund (2 Jahre später erweitert zum Deutschen Reich) eingeführt, in der § 39 die Einrichtung von Kehrbezirken für Schornsteinfeger gestattete. Die Einrichtung von Kehrbezirken war also eine „Kann-Bestimmung“; von ihr wurde sehr unterschiedlich Gebrauch gemacht. So gab es keine einheitlichen Maßstäbe für die Größe der Kehrbezirke. Die war aber manchmal nicht ausreichend, um davon hauptberuflich leben zu können. Manche kleine Gemeinden hatten den Ehrgeiz, einen lokalen „eigenen“ Schornsteinfeger zu haben.
Am 15. Juni 1880 wurde im Deutschen Reichsanzeiger der Erlass des Preußischen Ministers für Handel und Gewerbe zur Regelung des Schornsteinfegerwesens vom 14. Mai 1880 veröffentlicht. Mit diesem Erlass sprach sich der Minister grundsätzlich für das System der Kehrbezirke für Schornsteinfeger aus.
Der Ministerialerlass vom 5. Februar 1907 in Preußen war bis 1935 die Rechtsgrundlage für die Kehrbezirksbildung. Die wesentlichsten Punkte waren:

„Für die Bildung von Kehrbezirken ist das feuerpolizeiliche Interesse allein entscheidend. – Ein ausreichendes Einkommen ist erforderlich. – Die Überwachungsmöglichkeit des Bezirks bildet die Grenze. – Eine Nachprüfung anhand eines Kehrbuches soll alle 5 Jahre stattfinden. – Eine Bewerberliste ist aufzustellen. – Ausschluss von Nebengewerbe ohne ausdrückliche Genehmigung. – Erhebung des Kehrlohnes nur vom Hausbesitzer. – Die Regierungspräsidenten können als Berufspflichten die Brandhilfe, die Brandschau und die Bauabnahme aufnehmen.“

Von der Befugnis, Kehrbezirke einzurichten, machten in der Weimarer Republik sämtliche Länder Gebrauch, überall waren Kehrbezirke eingerichtet.
Am 13. April 1935 änderte die Reichsregierung (kraft ihrer durch das Ermächtigungsgesetz übertragenen Gesetzgebungsgewalt) den bis dahin geltenden § 39 der Gewerbeordnung und schrieb im Gesetz zur Änderung der Gewerbeordnung die Einrichtung von Kehrbezirken vor.
Auf Grundlage dieses Gesetzes erließen Reichswirtschaftsministerium und Reichsinnenministerium die Verordnung über das Schornsteinfegerwesen vom 15. April 1935 und 28. Juli 1937. Letztere legte fest:

„Die Erhaltung der Feuersicherheit liegt im öffentlichen Interesse. Alle Gebäude mit Schornsteinen und Feuerungsanlagen unterliegen deshalb dem Kehrzwang. Die Kehrgebühr ist eine öffentliche Last des Grundstücks. Kehrarbeiten dürfen nur von Bezirksschornsteinfegermeistern, die für bestimmte Kehrbezirke angestellt sind, oder deren Gesellen und Lehrlingen ausgeführt werden. Der Bezirksschornsteinfegermeister gehört als Gewerbetreibender dem Handwerk an. Er ist der Aufsicht und der Ordnungsstrafgewalt einer Behörde unterstellt, hat aber nicht Beamtenhoheit.“

Damit bekamen die Bezirksschornsteinfeger das sogenannte Kehrmonopol.

### Schornsteinfegergesetz (Deutschland)
Nach dem Zweiten Weltkrieg war Deutschland in vier Besatzungszonen aufgeteilt, in denen es unterschiedliche Verordnungen für das Schornsteinfegerwesen gab. Am 22. Januar 1952 wurde für die Bundesrepublik Deutschland (damals Westdeutschland) das Bundesgesetz zur Ordnung des Schornsteinfegerwesens (Schornsteinfegergesetz) verabschiedet. Im Jahr 1969 wurden mit dem Gesetz über das Schornsteinfegerwesen auch die alten, noch geltenden Paragraphen der Gewerbeordnung aufgehoben. Dadurch entstanden einheitliche Regelungen für die Bundesrepublik Deutschland mit etwa 8000 Kehrbezirken.
Die EU-Kommission hat am 18. Oktober 2006 eine Begründete Stellungnahme zum Schornsteinfegergesetz an die Bundesrepublik Deutschland übermittelt. Damit hatte sie den nächsten Schritt im Rahmen des seit 2003 laufenden Vertragsverletzungsverfahrens im Hinblick auf das Berufsrecht der Schornsteinfeger eingeleitet. Die Kommission sah in ihrer Begründeten Stellungnahme das bestehende Recht als großteils europarechtswidrig an.
Hierzu hatte nunmehr die Bundesregierung ihrerseits Stellung genommen. Die Rechtsansichten der Kommission wurden in dieser Generalität nicht geteilt. Das Bundesministerium für Wirtschaft und Technologie übermittelte in diesem Zusammenhang Eckpunkte zur zukünftigen Ausgestaltung des Schornsteinfegerrechts.
Das Kehrmonopol wurde ab dem Jahr 2008 stufenweise abgeschafft.

## Bestimmungen in Deutschland für Schornsteinfeger
In Deutschland gab es 2008 ungefähr 7.500 Schornsteinfegerbetriebe mit rund 20.000 Beschäftigten sowie etwa 14 Millionen kehr- und überprüfungspflichtige Heizungsanlagen.
Rechtsgrundlage ist aktuell das Schornsteinfeger-Handwerksgesetz (SchfHwG).
Man unterscheidet zwei Arten von Schornsteinfegern:
- bevollmächtigte Bezirksschornsteinfeger (bBSF) und
- sonstige Schornsteinfeger (auch ‚freie Schornsteinfeger‘ genannt).

Die Bezirksschornsteinfeger sind vom Staat beliehene Unternehmer und treten als Behörde auf Grundlage des Verwaltungsverfahrensgesetzes auf. Zu ihren Aufgaben gehören die Feuerstättenschau (zweimal innerhalb sieben Jahren) und die Ausstellung des Feuerstättenbescheids nach § 14 Schornsteinfegerhandwerksgesetz.
Anders als früher kann der Eigentümer einer Feuerstätte heute frei wählen, von welchem Schornsteinfeger er seinen Schornstein fegen lässt und von welchem Schornsteinfeger er die Immissionsschutz-Messung an seiner Ölheizung, Gasheizung oder Pelletheizung machen lässt. Für die Feuerstättenschau und den Feuerstättenbescheid bleibt der bevollmächtigte Bezirksschornsteinfeger (BS) nach § 14 Schornsteinfeger-Handwerksgesetz trotz freier Schornsteinfegerwahl zuständig. Eine freie Auswahl ist bedingt durch den Behördenstatus nach Verwaltungsverfahrensgesetz nicht möglich.

### Ausbildung
Schornsteinfeger/Schornsteinfegerin ist ein in Deutschland anerkannter Ausbildungsberuf für das Gewerbe 12 „Schornsteinfeger“ der Anlage A der Handwerksordnung (HwO). Geregelt ist die Ausbildung in der Verordnung über die Berufsausbildung zum Schornsteinfeger und zur Schornsteinfegerin (Schornsteinfeger-Ausbildungsverordnung – SchfAusbV).
Die Ausbildung dauert drei Jahre (§ 2 SchfAusbV).

### Berufsbild

#### Reinigung des Schornsteins

Ein Kaminfeger bei der Arbeit

Schornsteine, die sich in oder an Gebäuden befinden, werden gereinigt, damit der Schornsteinquerschnitt groß genug für den Abzug der Abgase bleibt. Der Querschnitt kann reduziert werden (bis hin zur Verstopfung des Schornsteins) durch Laub, Vogel-, Hornissen- und Wespennester oder – bei sehr alten Schornsteinen – durch altersbedingte Schäden am Schornstein. Wenn es dadurch zu einem Abgasrückstau kommt, können Abgase in den Raum gelangen, in dem die Heizung steht. Siehe auch Kohlenmonoxidvergiftung.

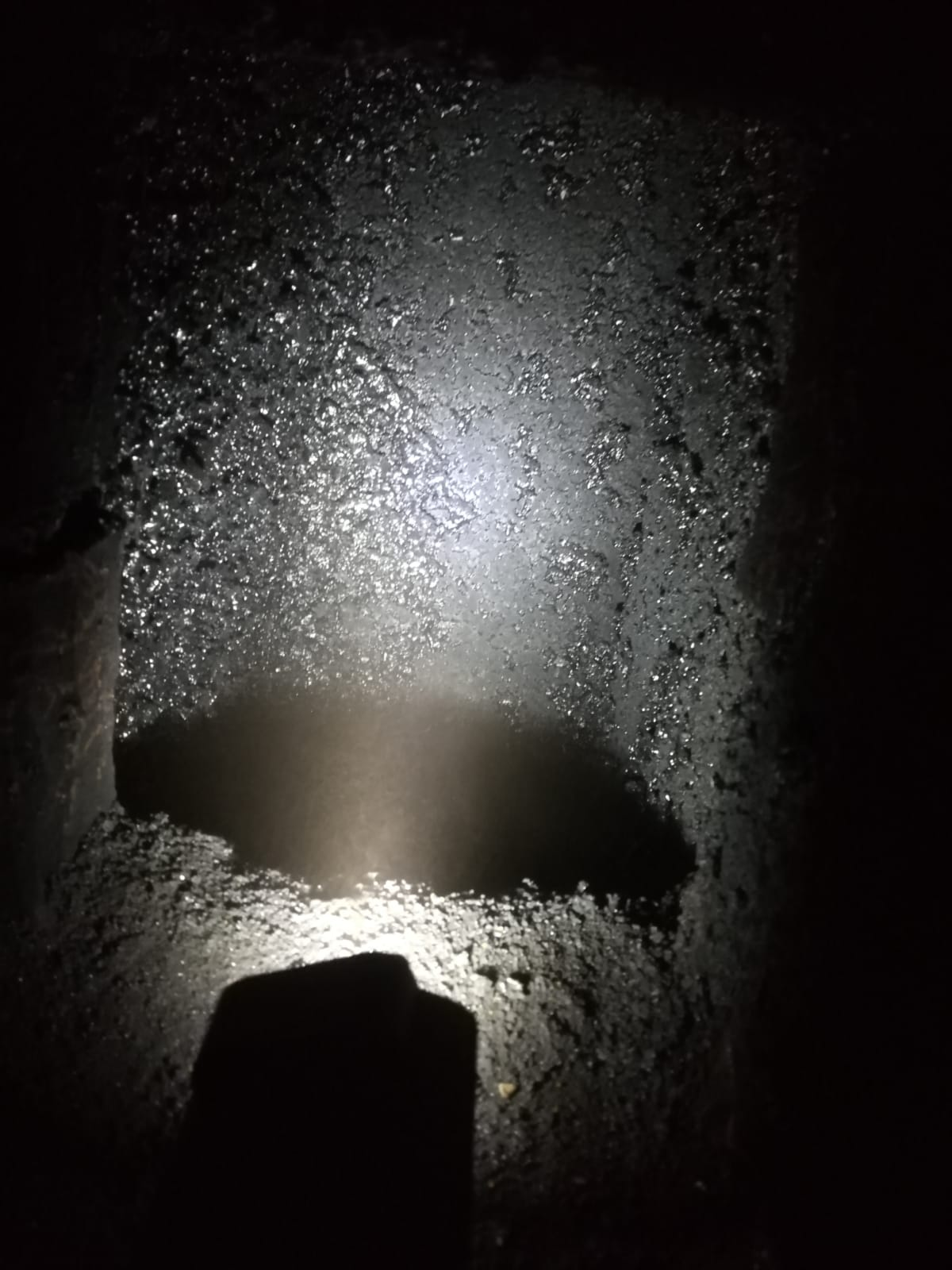
Glanzruß in einem Kamin

Wenn sich viel Ruß, vor allem sogenannter Glanzruß, der durch unvollständige Verbrennung entsteht, im Schornstein ablagert und die Schornstein-Innenwände stark erhitzt werden (zum Beispiel durch längeres Heizen „am Stück“), kann das heiße Abgas den Ruß entzünden (Schornsteinbrand, auch Rußbrand genannt).

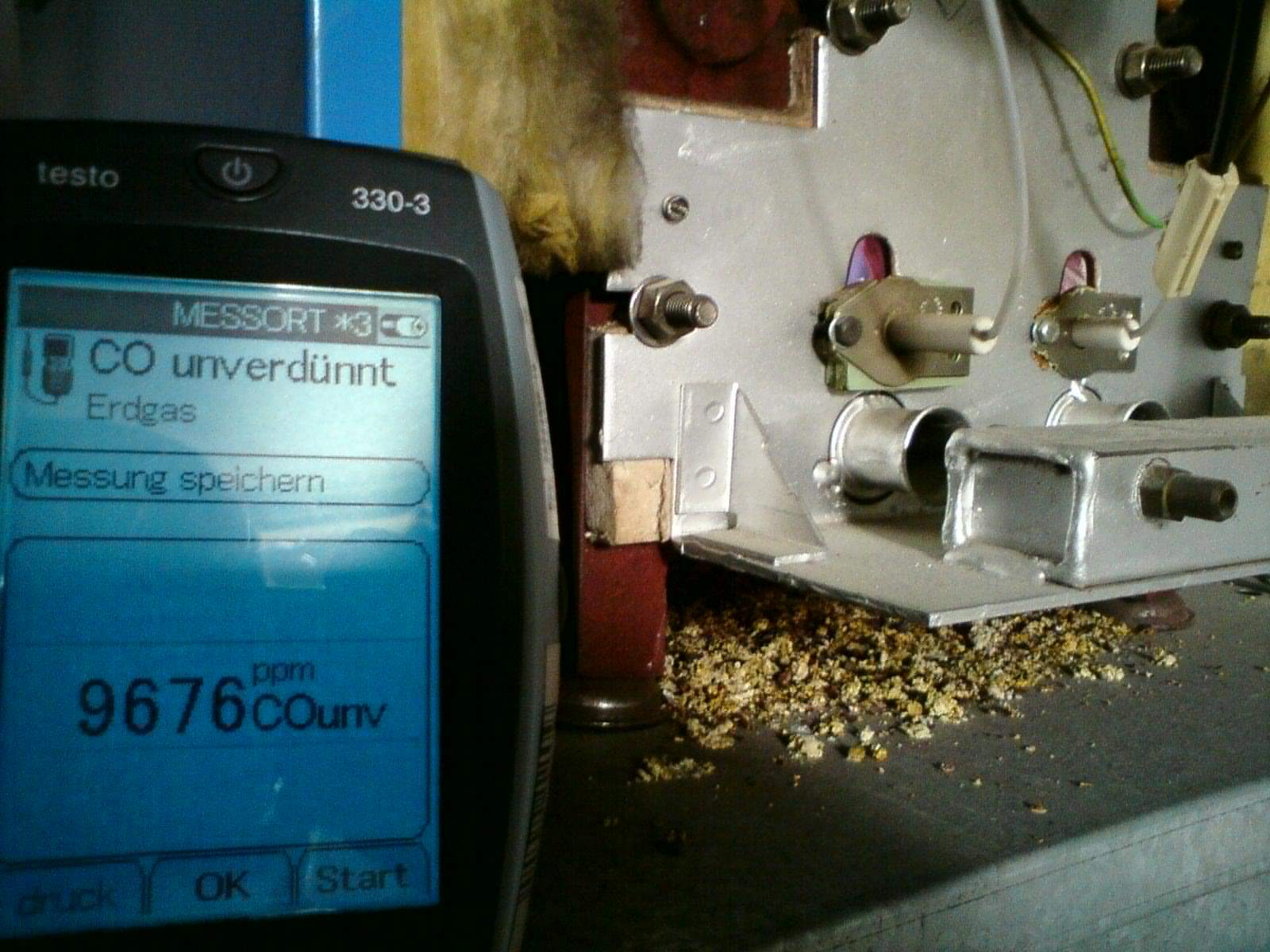
Stark erhöhter CO-Gehalt an einem verschmutzten Gaskessel

Gas verursacht im Schornstein unter Normzuständen keinen Ruß; Öl, bei korrekter Einstellung, allenfalls in marginalen Mengen. Ruß entsteht in nennenswerten Mengen bei Feuerung mit festen Brennstoffen in offenen Kaminen, Festbrandöfen und Holz-Zentralheizungen durch unvollständige Verbrennung (siehe auch Schwelen).
Für das Ruß-Entfernen werden spezielle Kehrgeräte wie der Stoßbesen oder das Schultereisen eingesetzt.

#### Messungen

##### Kohlenmonoxid-Gehalt (CO)

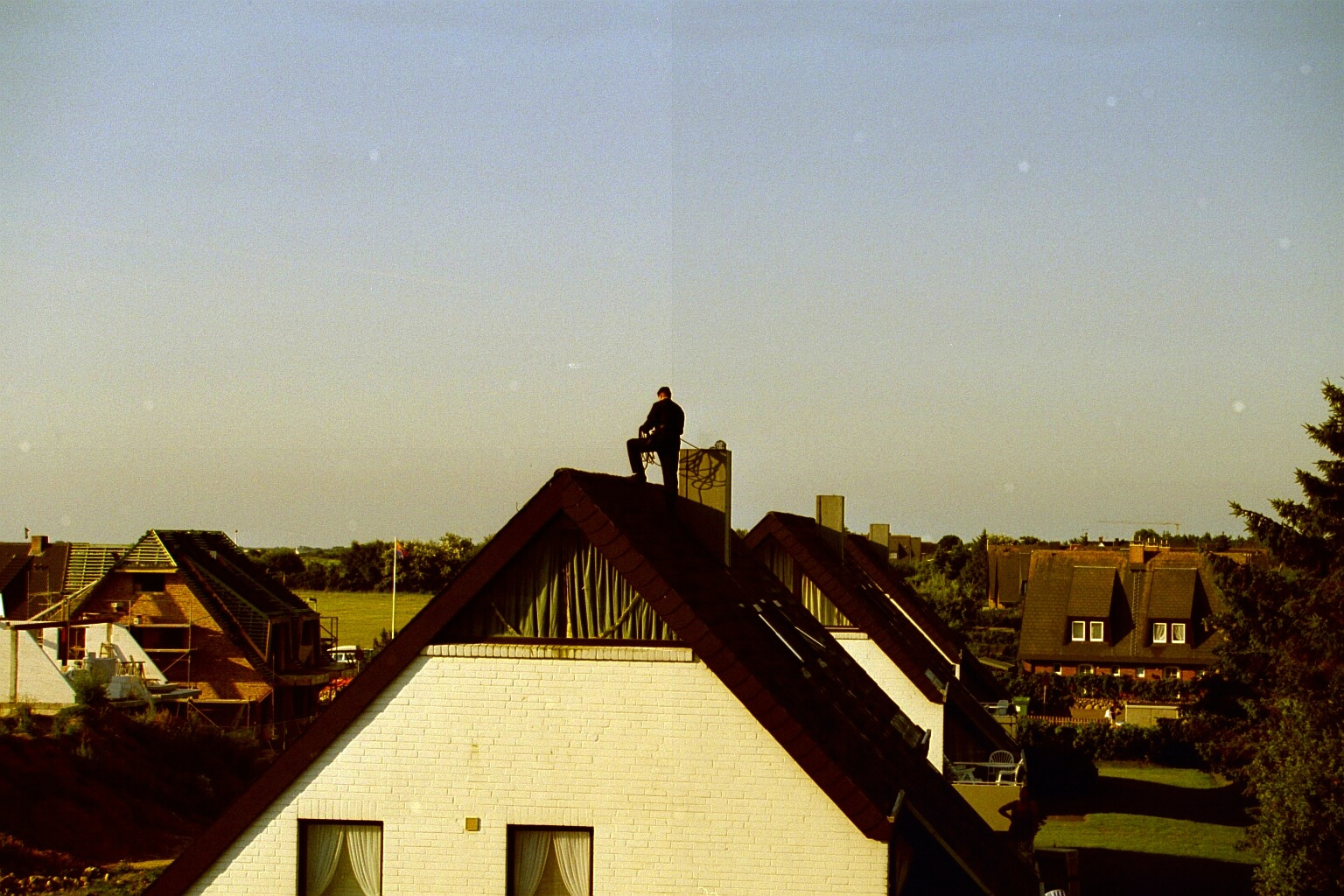
Ein Schornsteinfeger beim Kehren eines Schornsteins

Der Schornsteinfeger überprüft auch den Kohlenmonoxid-Gehalt (CO) im Abgas von Feuerstätten. Kohlenmonoxid (oder Kohlenstoffmonoxid) ist ein unsichtbares, geruch- und geschmackloses Gas, das bereits in kleinen Mengen hochgiftig ist und ab einem Gehalt von 1000 ppm (0,1 Vol.-%) zu einer lebensbedrohlichen Gesundheitsgefährdung führen kann, wenn es in die Raumluft entweicht. Die zur Messung verwendeten elektronischen Messgeräte müssen halbjährlich von einer zugelassenen Prüfungsstelle (oft in der jeweils zuständigen Schornsteinfegerinnung) kontrolliert werden. Ein Schnelltest für weitere Größen wie Kohlendioxid oder Sauerstoff wurde früher mittels eines sogenannten Schüttelknochens vorgenommen. Diese Technik gilt inzwischen als veraltet.

##### Abgasverlust
Der Schornsteinfeger misst im Rahmen der Abgasmessung auch den Abgasverlust einer Heizungsanlage, also den Anteil der Wärmeenergie im Brennstoff, die beim Betrieb der Feuerstätten ungenutzt durch den Schornstein verloren geht. Für den Abgasverlust einer Heizungsanlage gibt es festgelegte Grenzwerte, die unter anderem von der Leistung der Anlage abhängen und deren Einhaltung der Schornsteinfeger prüft. Grundlagen hierfür sind in Deutschland das Bundes-Immissionsschutzgesetz sowie die erste Verordnung zur Durchführung des Gesetzes (1. BImSchV).
Der Abgasverlust ist jedoch allein kein Maß dafür, ob eine Heizungsanlage wirtschaftlich arbeitet. Andere Anlagenparameter wie z. B. die Wahl der richtigen Heizkurve und der Jahresnutzungsgrad haben einen größeren Einfluss auf die Energieeffizienz und damit die Kosten einer Zentralheizung.

##### Rußzahl (bei Ölheizungen)
Bei mit Heizöl befeuerten Heizungsanlagen ermittelt der Schornsteinfeger mit einer Abgasmessung die Rußzahl. Dies schreibt die 1. Bundes-Immissionsschutzverordnung (BImSchV) vor. Seit dem 22. März 2010 gelten neue Messintervalle.

### Feuerstättenschau

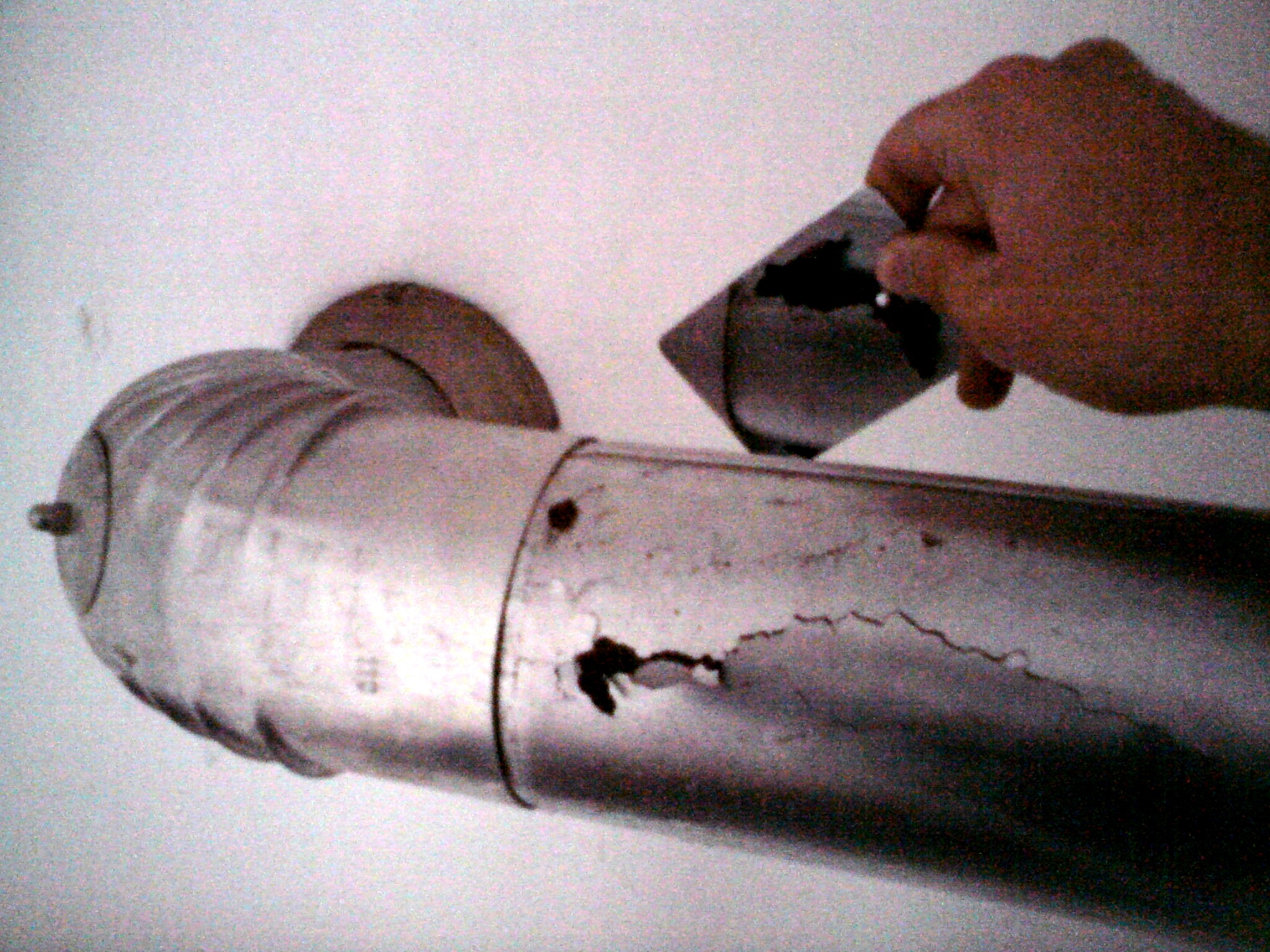
Defektes Abgasrohr einer Heizungsanlage

In Österreich und in Deutschland gibt es eine gesetzlich vorgeschriebene Feuerstättenschau (auch Feuerstättenbeschau genannt). In Deutschland regelt seit dem 1. Januar 2010 bundeseinheitlich die KÜO (Kehr- und Überprüfungsordnung) die zeitlichen Abstände sowie die Pflicht, die Feuerstättenschau (FSS) durchführen zu lassen; früher regelten dies Landesgesetze. Am Ende steht ein Feuerstättenbescheid.
Die Feuerstättenschau ist eine Überprüfung der Betriebs- und Brandsicherheit durch persönliche Besichtigung (§ 14 und § 17 Abs. 1 SchfHwG). Falls Mängel festgestellt werden, sind diese dem Hauseigentümer schriftlich oder elektronisch mitzuteilen.

### Unterstützung bei der Brandbekämpfung
Auf Grund seiner Erfahrung und seiner Ortskenntnisse ist der Schornsteinfeger ein wichtiger Ansprechpartner für die Feuerwehr. Daher wird er bei der Bekämpfung von Schornsteinbränden oft von der zuständigen Feuerwehr hinzugezogen. In Deutschland war diese Aufgabe im Schornsteinfegergesetz verankert und gehörte zu den unentgeltlichen Pflichten der Schornsteinfeger (§ 13 Abs. 1 Nr. 7 SchfG). Nach dem neuen Schornsteinfeger-Handwerksgesetz leistet jeder bevollmächtigte Bezirksschornsteinfeger weiterhin auf Anforderung der für den örtlichen Brandschutz zuständigen Behörde Hilfe bei der Brandbekämpfung in seinem Bezirk (SchfHwG § 16 Absatz 2).

### Landesbaurechtliche Abnahmetätigkeiten
Nach den Landesbauordnungen hat der bevollmächtigte Bezirksschornsteinfeger die sichere Benutzbarkeit von Feuerungsanlagen noch vor der Inbetriebnahme zu bescheinigen.
Geprüft wird,
- ob die Feuerstätte nach gültigen Rechtsvorschriften verwendet werden darf,
- ob Temperatur und Druckbedingungen nach DIN 13384-1/2 eingehalten werden,
- ob genügend Verbrennungsluft nachströmen kann,
- ob die brandschutztechnischen nach der jeweiligen Landesbauordnung
- und immissionsschutzrechtlichen Bestimmungen nach dem 1. BImSchV, 13. BImSchV und 44. BImSchV

eingehalten wurden. In den meisten Bundesländern hat er ergänzend die Tauglichkeit der Abgasanlage zu bescheinigen, ob zum Beispiel der Schornstein korrekt installiert wurde.
Der Bauabnahme geht ein Kenntnisnahmeverfahren voraus, das mittels eines technischen Antragsformulars (TAF) des Bundesverbands des Schornsteinfegerhandwerks vorab anzuzeigen werden ist. Es wird dabei eine freiwillige Bauzustandsbesichtigung vor Baubeginn angeraten. Dabei haftet der Bezirksschornsteinfeger auch für die Richtigkeit der Auskünfte.

### Kehr- und Überprüfungsordnung
In Deutschland ist seit 1. Januar 2010 eine bundeseinheitliche Verordnung, die Kehr- und Überprüfungsordnung (KÜO) vom 16. Juni 2009, in Kraft. Davor gab es Kehr- und Überprüfungsordnungen der einzelnen Bundesländer.
Anlage 1 der KÜO vom 16. Juni 2009 legt fest, wie oft im Kalenderjahr welche Anlagen überprüft werden müssen und wie oft der an diese Anlagen angeschlossene Schornstein gekehrt werden muss. Dabei gibt es durchaus einen Ermessensspielraum:
- „Gelegentlich genutzte Feuerstätten“ brauchen nur einmal im Jahr gekehrt zu werden
- „Mehr als gelegentlich, aber nicht regelmäßig benutzte Feuerstätten“ sind zweimal im Jahr zu kehren
- „Regelmäßig in der üblichen Heizperiode benutzte Feuerstätten“ dreimal im Jahr

Zum Beispiel können Besitzer von Kaminöfen und anderen Feuerstätten für feste Brennstoffe ihrem Schornsteinfeger mitteilen, dass ihr Ofen nur gelegentlich benutzt wird und darauf hinwirken, dass dieser nur einmal pro Kalenderjahr gekehrt wird.
Welche Anlagen wie gemessen werden und welche Grenzwerte dabei eingehalten werden müssen, bestimmt die Verordnung über kleine und mittlere Feuerungsanlagen (1. BImSchV).
Bei Verstoß gegen die Rechtsbestimmungen, zum Beispiel:
- Fehlende Zustellung von Formblättern
- Nicht-Veranlassen der gesetzlich festgeschriebenen Tätigkeiten
- Verweigern der Feuerstättenschau
- Inbetriebnahme von Feuerstätten ohne Bauabnahme

kann der Tatbestand als Ordnungswidrigkeit behandelt werden und mit einem Bußgeld als öffentliche Last in Höhe von 5.000 bis 50.000 € pro Tatbestand geahndet werden.
Ab dem 9. Juli 2020 tritt die neue zweite Verordnung zur Änderung der Kehr-/Überprüfungsordnung (KÜO) in Kraft. Es wurde nun die Möglichkeit geschaffen, die Anzahl der Kehrungen bei festen Brennstoffen zu reduzieren, wenn bestimmte Randbedingungen eingehalten sind.

### Kehrbezirke („Kehrmonopol“)
In Deutschland galten bis zum 31. Dezember 2012 Kehrbezirke, ein Gebietsmonopol, auch Kehrmonopol genannt. Mit dem Gesetz zur Änderung der Gewerbeordnung für das Deutsche Reich vom 13. April 1935, wurde die bisherige Bestimmung des § 39 der Gewerbeordnung geändert und die Einrichtung von Kehrbezirken nicht nur gestattet, sondern jetzt auch vorgeschrieben und galt somit erstmals einheitlich für ganz Deutschland.
Es legte fest, dass Hauseigentümer die gesetzlich vorgeschriebenen Tätigkeiten (Kehrungen, Überprüfungen, Messungen, Begutachtungen) nur durch den jeweiligen Bezirksschornsteinfegermeister durchführen lassen durften. Kehrmonopol, Kehrpflicht, Kehrbezirk (ohne Wettbewerb) der Bezirksschornsteinfeger und Gebührenfestlegungen waren häufig umstritten.
Im März 2008 beschloss die deutsche Bundesregierung, das Kehrmonopol zu lockern und insbesondere EU-Bürgern den Zugang zum Schornsteinfegerberuf zu ermöglichen. Der Gesetzentwurf ist eine Folge des EU-Vertragsverletzungsverfahrens der Europäischen Kommission von April 2003. Im November 2008 wurde der Gesetzentwurf als Gesetz zur Neuregelung des Schornsteinfegerwesens (Schornsteinfeger-Handwerksgesetz – SchfHwG) verabschiedet.
Die Kehrbezirke wurden in Deutschland beibehalten. Nur mehr im Prüfbereich agiert der Schornsteinfeger wie im früheren Recht als hoheitlich Beliehener.
Seit dem 1. Januar 2013 besteht in Deutschland für Haus- und Wohnungseigentümer die Möglichkeit, sich für bestimmte Tätigkeiten (Überprüfungs-, Kehr- und Messarbeiten) einen anderen eingetragenen Schornsteinfegerbetrieb auszusuchen, der für diese Tätigkeiten auch nicht mehr an die Gebührenordnung gebunden ist.
Weiterhin nur dem zuständigen bevollmächtigten Bezirksschornsteinfeger obliegt a) die Abnahme von neu errichteten Feuerstätten und Schornsteinen, die sog. Feuerstättenschau, nach einer festen Gebührenordnung und b) das Führen und Verwalten eines Kehrbuches mit dem Verzeichnis aller Feuerstätten des Bezirks. Die Feuerstättenschau soll frühestens drei, spätestens fünf Jahre nach der letzten Feuerstättenschau stattfinden (§ 14 SchfHwG). Ihr folgt das Ausstellen eines Feuerstättenbescheides, in welchem die in dem jeweiligen Haus vorgeschriebenen Überprüfungs-, Kehr- und Messarbeiten aufgeführt werden.
Der bevollmächtigte Bezirksschornsteinfeger wird dabei als öffentlich Beliehener im Auftrag des Staates tätig. Er erhält seinen Bezirk nach Ausschreibung und Abschluss des Auswahlverfahrens durch die Landesbehörde für sieben Jahre und muss sich danach einem Wiederbewerbungsverfahren unterziehen.

### Preise und Gebühren für das Schornsteinfegergewerbe
In Deutschland richten sich die Kosten nach den jeweiligen Tätigkeiten, die der Schornsteinfeger ausgeführt hat. Seit dem 1. Januar 2013 (siehe Abschnitt Kehrmonopol) ist es jedem freigestellt, seinen Schornsteinfeger frei zu wählen und somit auch eigene Preise mit dem Schornsteinfeger für Überprüfungs-, Kehr- und Messarbeiten auszuhandeln. Für die sogenannte hoheitlichen Aufgaben des bevollmächtigten Bezirksschornsteinfegers, wie Neuabnahme von Schornsteinen und Feuerstätten, der sogenannte Feuerstättenschau in 7 Jahren 2× und der Ausstellung eines Feuerstättenbescheides gelten weiterhin eine einheitliche Gebührenordnung. Die seit dem 1. Januar 2010 gültige KÜO erlaubt es Schornsteinfegern, für die Feuerstättenschau eines Kaminofens „Arbeitswerte“ nach Zeitaufwand in Rechnung zu stellen.

### Arbeitsschutz bei Schornsteinfegerarbeiten
Gesetzliche Regelungen zum Arbeitsschutz und zur Sicherheit in der Schornsteinfegerbranche finden sich im Arbeitsschutzgesetz (ArbSchG), in der Betriebssicherheitsverordnung (BetrSichV), der Arbeitsstättenverordnung (ASV), der Gefahrstoffverordnung (GefStoffV), der Baustellenverordnung (BaustellV) sowie den Regelungen der Unfallversicherungsträger. Die DGUV Regel 101-021 gibt Hinweise für die sichere und gesunde Durchführung von typischen Schornsteinfegerarbeiten und hilft bei der Umsetzung der gesetzlichen Vorgaben zum Arbeitsschutz in den Bereichen Arbeitsorganisation, mechanische und elektrische Gefährdungen, Arbeiten in der Nähe von Funkanlagen, Gefahrstoffe, Arbeiten in Behältern und engen Räumen, Brand- und Explosionsgefährdungen und persönliche Schutzausrüstungen. Die Regel wendet sich an Unternehmer, die Schornsteinfegerarbeiten (Abnahme, Überprüfungs- und Reinigungsarbeiten) ausführen bzw. ausführen lassen und Solo-Selbständige.

## Bestimmungen in Österreich für Rauchfangkehrer
Die erste Handwerksordnung der Wiener Rauchfangkehrer wurde im Jahr 1664 vom Rat der Stadt, und einige Jahre später, 1673, von Kaiser Leopold I. bestätigt.
1790 wurde durch ein Hofdekret verfügt, dass die Ortschaften selbst für die Bestellung eines Rauchfangkehrers zuständig sind.
1812 wurden im königlich bayerischen Salzachkreis die Behörden angewiesen, Kaminkehrer-Distrikte für Städte, Märkte und Orte zu bilden, sowie Kehrhäufigkeit und Gebühr für das Reinigen der Kamine festgelegt.
1833 wurde von der k.k. Regierung eine Regelung über die Vornahme der Feuerbeschau auf dem Lande und die Remunerierung der hierzu beigezogenen Werkmeister erlassen.
1835 wurde die Weisung erteilt, dass die Einteilung der Rauchfangkehrer in Bezirke nicht in das k.k. Gewerbesystem passt und deshalb aufzuheben ist.
1869 wurde durch Erlass der k.u.k. Ministerien entschieden, dass die Beschränkung des räumlichen Umfangs der Konzession des Kaminfegergewerbes unter Berücksichtigung der lokalen Verhältnisse dem Geist der Gewerbeordnung widerspricht
Um 1875 beschreibt ein Bericht an den Landtag im Land Salzburg, dass eine Kaminfeger-Ordnung in Salzburg (nach dem Vorbild im heutigen Baden-Württemberg) nicht notwendig sei, weil anderswo in Österreich auch keine Rauchfangkehrer-Ordnungen bestehen und die gültigen Gesetze und Regelungen zur Feuerbeschau ausreichend sind.
In Wien erreichte 1907–1912 das gesellschaftspolitische Ringen zwischen dem Hausbesitzer-Verein (7.000 Mitglieder, 14.000 bis 20.000 Häuser) und der Erwerbs- und Wirtschaftsgenossenschaft der Rauchfangkehrermeister (20 Kehrbezirke, 147 Rauchfangkehrermeister) betreffend die Kehrarbeiten und Maximaltarife seinen Höhepunkt. 1910 gibt es einen Hinweis auf eine sittenwidrige Vereinbarung. Der Hausbesitzer-Verein erwirkt eine eigene Rauchfangkehrer-Konzession gegen das Kartell der Rauchfangkehrermeister. 1912 wurde der Streit nach einer Anhörung im Wiener Gemeinderat durch Vertrag geregelt.

### Berufsbild
In Österreich gibt es 603 Rauchfangkehrer-Betriebe (Stand: 2020) mit ca. 3.000 Beschäftigten.
Die Berufsbezeichnung in Österreich lautet „Rauchfangkehrer“.
Rechtsgrundlage ist aktuell die Gewerbeordnung 1994 (§§ 94, 120―125). Davor war es die Gewerbeordnung 1973 (§§ 94 Z 12, 109―118).
Das Handwerk des Rauchfangkehrers zählt zu den reglementierten Gewerben, für die eine Konzession erforderlich ist. Die fachliche Qualifikation zum Antritt des Handwerks der Rauchfangkehrer (§ 94 Z 55 GewO 1994) ist durch das Zeugnis über die erfolgreich abgelegte Meisterprüfung als erfüllt anzusehen.
Durch die Novelle 2015 der Gewerbeordnung wurde im Berufsbild der Rauchfangkehrer eine Differenzierung in sicherheitsrelevante Tätigkeiten und sonstige Tätigkeiten der Rauchfangkehrer geschaffen.

„Einer Gewerbeberechtigung für das Rauchfangkehrergewerbe (§ 94 Z 55) bedarf es für das Reinigen, Kehren und Überprüfen von Rauch- und Abgasfängen, von Rauch- und Abgasleitungen sowie von den dazugehörigen Feuerstätten. Insoweit Rauchfangkehrer durch landesrechtliche Vorschriften zu sicherheitsrelevanten Tätigkeiten, insbesondere Tätigkeiten der Feuerpolizei, Baupolizei oder vergleichbaren Tätigkeiten, wie Überprüfungen und damit in Zusammenhang stehenden Maßnahmen zur unmittelbaren Gefahrenabwehr, verpflichtet werden, bedürfen sie dafür der Niederlassung in Österreich.“

### Kehrhäufigkeit
Die Kehrhäufigkeit (Kehrfristen) sind in feuerpolizeilichen Bestimmungen durch Landesgesetze geregelt. Der Brennstoff und die Leistung (kW) einer Feuerstätte bestimmen die Kehrhäufigkeit.
Von den in Österreich rund 3,8 Millionen Privathaushalten (Hauptwohnsitze) heizen rund zwei Drittel mit Festbrennstoffen, Öl oder Gas. Wer mit festen Brennstoffen wie Holz oder Kohle heizt, bekommt – abhängig vom Bundesland – vom Rauchfangkehrer bis zu sechs Mal jährlich Besuch. Bei Pellets-Heizungen werden die Fänge in der Regel dreimal pro Jahr, bei den meisten Ölheizungen zwei bis drei Mal jährlich kontrolliert. Wer mit Gas oder Öl-Brennwerttechnik heizt, kommt mit einem Kehrtermin pro Jahr aus. Denn in der Regel werden die Kehrtermine vom Rauchfangkehrer vorgegeben. In der überwiegenden Anzahl der erhobenen Fälle liegen die verrechneten Kehrtarife am oberen Ende des gesetzlich erlaubten Rahmens. Wohl auch deshalb, weil man Konkurrenz nicht fürchten muss. Zwar ermöglicht der Gesetzgeber innerhalb der einzelnen Kehrbezirke Konkurrenz, doch in der Praxis greift das System nicht.
In Wien liegt dieser Wert bei 15 kW. So liegen hier die gesetzlich vorgegebenen Kehrungen zwischen ein- und zwölfmal pro Jahr, wobei die Kehrung einmal im Jahr nur dann gestattet ist, wenn die Feuerstätte weniger als 25 Tage (pro Jahr) beheizt wird.

### Kehrgebiete
Die Kehrgebiete (§ 123 GewO) für das Rauchfangkehrergewerbe sind je Bundesland durch Verordnungen des Landeshauptmannes geregelt. Hierbei sind verschiedene Interessensvertreter anzuhören und eine Interessensabwägung vorzunehmen.
- Burgenland (geltende Fassung)
- Kärnten (geltende Fassung)
- Oberösterreich (geltende Fassung)
- Niederösterreich (geltende Fassung)
- Salzburg (geltende Fassung)
- Steiermark (geltende Fassung)
- Tirol (geltende Fassung)
- Vorarlberg (geltende Fassung)
- Wien (geltende Fassung)

Bei Festlegung der Kehrgebiete ist eine Bedarfsprüfung vorgesehen. Die Vergabe der Konzessionen erfolgt nach fachlicher Eignung. Sind bei konkurrierenden Konzessionswerbern alle Konzessionswerber in gleicher Weise geeignet, entscheidet der Zeitpunkt des Einlangens des Konzessionsantrages bei der zuständigen Behörde.
Der VfGH entschied, dass die Kehrgebietsabgrenzung für Rauchfangkehrer nur nach feuerpolizeilichen Rücksichten verfügt werden kann.
Der VwGH entschied, dass die Kehrgebiete durch Verordnung des Landeshauptmannes derart abzugrenzen sind, dass innerhalb eines Kehrgebietes die wirtschaftliche Lebensfähigkeit von mindestens zwei Rauchfangkehrerbetrieben gewährleistet ist.
Der Oberste Gerichtshof neigt eher zur Auffassung, dass die Beschränkung der Gewerbeberechtigung von Rauchfangkehrern auf ein bestimmtes Kehrgebiet nicht mit der Richtlinie 2006/123/EG über Dienstleistungen im Binnenmarkt vereinbar ist und hat dem Gerichtshof der Europäischen Union ein Ersuchen um Vorabentscheidung vorgelegt.
Die Gebietsbeschränkungen für Rauchfangkehrer in Österreich stehen unter Beobachtung des EuGH. Die österreichische Gewerbeordnung verstößt laut Schlussanträgen des Generalanwalts des EuGH vom 16. Juli 2015 mehrfach gegen die EU-Dienstleistungsrichtlinie 2006/123/EG. Für den EuGH ist fraglich ob Rauchfangkehrer bei all ihren Tätigkeiten öffentliche Gewalt im Sinne der Dienstleistungsrichtlinie ausüben und daher die Niederlassungspflicht in Österreich und der Gebietsschutz EU-rechtskonform sind.
Der EuGH hat erkannt, dass eine nationale Regelung, die die Genehmigung für die Ausübung des Rauchfangkehrergewerbes insgesamt auf ein bestimmtes geografisches Gebiet beschränkt, der Niederlassungsfreiheit entgegenstehen, wenn diese Regelung nicht in kohärenter und systematischer Weise das Ziel des Schutzes der öffentlichen Gesundheit verfolgt. Nicht entgegenstehen die Aufgaben der „Feuerpolizei“ als mit einer Dienstleistung von allgemeinem wirtschaftlichen Interesse, sofern die vorgesehene territoriale Beschränkung für die Erfüllung dieser Aufgaben unter Bedingungen eines wirtschaftlichen Gleichgewichts erforderlich und verhältnismäßig ist.

### Höchsttarife für das Rauchfangkehrergewerbe (Kehrtarif)
Die Höchsttarife (§ 125 GewO) für das Rauchfangkehrergewerbe sind je Bundesland durch Verordnungen des Landeshauptmannes geregelt. Hierbei sind verschiedene Interessensvertreter anzuhören und eine Interessensabwägung vorzunehmen.
- Burgenland (geltende Fassung)
- Kärnten (geltende Fassung)
- Oberösterreich (geltende Fassung)
- Niederösterreich (geltende Fassung)
- Salzburg (geltende Fassung)
- Steiermark (geltende Fassung)
- Tirol (geltende Fassung)
- Vorarlberg (geltende Fassung)
- Wien (geltende Fassung)

## Bestimmungen in Südtirol für Kaminkehrer
In Südtirol sind 71 Kaminkehrerunternehmen mit insgesamt 150 Beschäftigten tätig.
Die Ausübung des Berufs „Kaminkehrer“ regelt ein Dekret des Landeshauptmanns vom 19. Mai 2009, Nr. 271 als Durchführungsverordnung zur Handwerksordnung.
Die freie Wahl des Kaminkehrers, neue Kehrfristen, nach unten verhandelbare Tarife und besondere Qualifikationen für die Ausübung des Kaminkehrerhandwerkes sind die Eckpunkte der neuen Südtiroler Kaminkehrerordnung.
Völlig neu ist die freie Wahl des Kaminkehrers: „Der Bürger kann nun den zugeteilten Kaminkehrer in seinem Kehrbezirk wechseln, muss dies aber innerhalb 60 Tagen ab letzter Kehrung der Gemeinde, dem neuen und alten Kaminkehrer schriftlich mitteilen“, erklärt der Landesrat. Die Vergabe der Konzessionen für den Kaminkehrerdienst obliegt laut neuer Regelung den Gemeinden. Sie müssen den Kaminkehrdienst innerhalb der kommenden 18 Monate öffentlich ausschreiben. Bewertet werden dabei die Qualifikation der Bewerber, ihre Berufserfahrung, ihre Ortskenntnis usw. Die Konzession wird dann für sieben Jahre erteilt. Innerhalb der nächsten 18 Monate müssen die Gemeinden auch die Kehrbezirke neu festlegen. Festgeschrieben sind in der Kehrordnung außerdem die Tarife für das Kaminkehren, die sich nach Art des Kehrobjektes, dessen Größe und nach Art des Kehrdienstes richten. Sie sind Höchsttarife und können von den Kaminkehrern unterboten werden.

## Bestimmungen in der Schweiz für Kaminfeger
Gesetze und die dazugehörenden Verordnungen sind kantonal geregelt.
Über die Hälfte aller Kantone hat das Kaminfeger-Monopol bereits abgeschafft. Die Verantwortung für die Reinigung der Feuerungsanlagen liegt bei den Eigentümern. Sie können selber entscheiden, welchen Kaminfeger sie beauftragen möchten. Die Voraussetzung ist allerdings, dass der beauftragte Betrieb konzessioniert ist.
Rechtsgrundlagen sind Art. 54 des Gesetzes über den Feuerschutz vom 18. Juni 1968, das Gesetz über die Feuerpolizei und das Feuerwehrwesen vom 24. September 1978, die Verordnung über den vorbeugenden Brandschutz (VVB) vom 8. Dezember 2004 und die Verordnung zur Reinigung von Feuerungsanlagen und periodische Kontrollen von Gasapparaten und -Installationen.

## Bestimmungen in Liechtenstein für Kaminfeger
Rechtsgrundlage ist die Verordnung vom 25. November 1975 über das Kaminfegerwesen, LGBl. Nr. 63/1975.

## Ausbildung

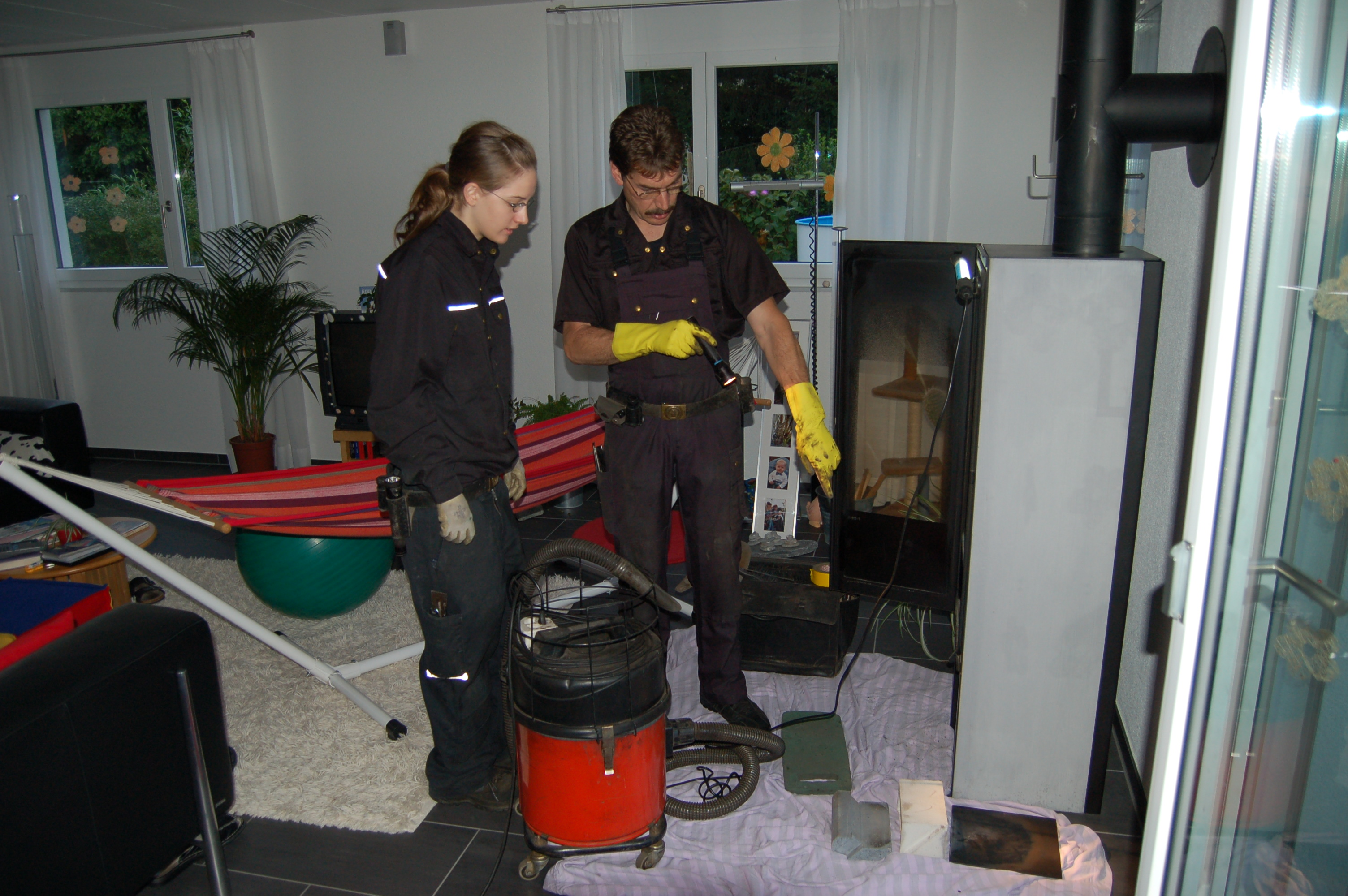
Schornsteinfegerin in Ausbildung

Die Ausbildung in Deutschland, Österreich und der Schweiz dauert drei Jahre und erfolgt im dualen Ausbildungssystem an Berufsschulen und in Ausbildungsbetrieben des Schornsteinfeger-Handwerks. Der Praxisteil der Ausbildung erfolgt überwiegend im Betrieb sowie bei der überbetrieblichen Ausbildung der Handwerkskammern und der theoretische Teil an der Berufsschule. Die Ausbildungsinhalte orientieren sich an den oben beschriebenen Tätigkeiten des Berufes und unterscheiden sich in Deutschland und Österreich kaum.

### Deutschland
Die offizielle Bezeichnung des Ausbildungsberufes nach der Handwerksordnung (HwO) lautet Schornsteinfeger/in. Die Ausbildung endet mit der Gesellenprüfung, die auch die Möglichkeit für eine Weiterbildung zum Meister eröffnet. Eine erfolgreich absolvierte Meisterprüfung und die nachfolgende Eintragung in die Handwerksrolle sind die Voraussetzung für eine selbständige Berufsausübung (die Eintragung in die Rolle kann auch auf Grund anderer Nachweise erfolgen).
Tatsächlich kann man den Beruf selbständig ausüben, auch wenn man keinen Kehrbezirk bekommen hat, darf dann aber keine hoheitlichen Tätigkeiten ausführen.

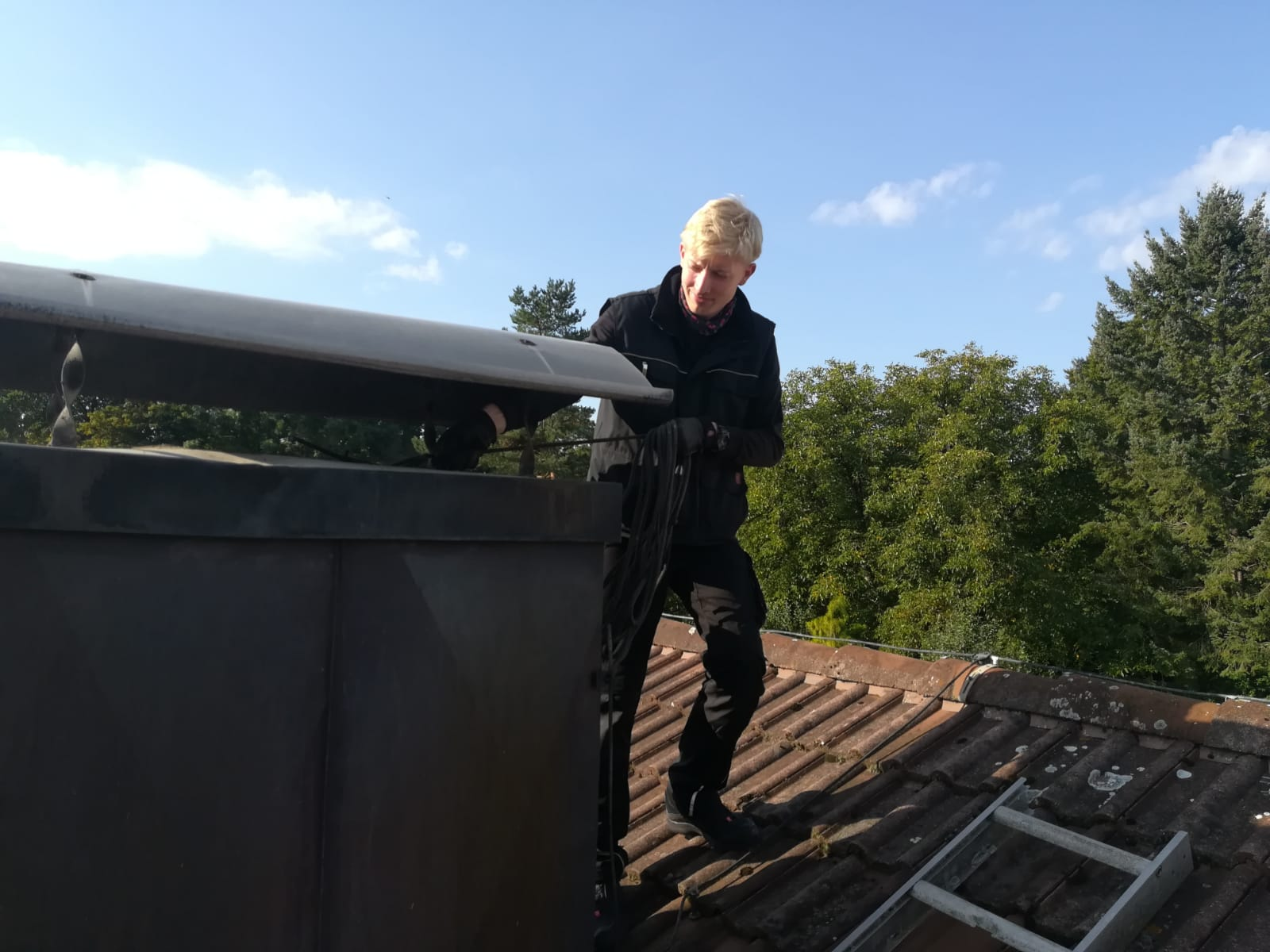
Kaminkehrerlehrling

### Österreich
Die Berufsbezeichnung lautet in Österreich Rauchfangkehrer/in. Die Ausbildung ist im Berufsausbildungsgesetz (BAG) und in der Rauchfangkehrer/Rauchfangkehrerin-Ausbildungsordnung geregelt. Lehrlinge legen am Ende der dreijährigen Lehrzeit eine Lehrabschlussprüfung ab.
Für die Vergabe einer Gewerbeberechtigung (Konzession) in einem Kehrbezirk ist das Vorliegen eines Bedarfes nach der beabsichtigten Gewerbeausübung erforderlich. Der Nachweis der Befähigung ist für das Gewerbe der Rauchfangkehrer (§§ 18 (2), 20, 94 Z 55 und 120 GewO) erforderlich.

### Schweiz
Der Lehrberuf heißt in der Schweiz Kaminfeger – EFZ.

## Berufsverbände
In Deutschland gibt es für Beschäftigte des Handwerks Interessenverbände:
- Zentralinnungsverband, Bundesverband des Schornsteinfegerhandwerks, (ZIV) Er ist Arbeitgeberverband bei Tarifverhandlungen. Mitglied sind alle in einer Innung organisierten Betriebe.
- Arbeitnehmerverband im Schornsteinfegerwesen ist der Zentralverband Deutscher Schornsteinfeger (ZDS). Er nimmt gewerkschaftliche Aufgaben wahr.

Beide – ZIV und ZDS – bieten Fort- und Weiterbildungsmöglichkeiten an.

## Rund um den Beruf

### Bekleidung
Die Arbeitsbekleidung der Schornsteinfeger (Rauchfangkehrer, Kaminfeger) muss ruß-, ölruß-, säure- und wetterfest, zugleich leicht und robust sein. Früher wurde sie aus Hirschleder von Hand gefertigt.

### Arbeitsaufgaben
„Schwarze Arbeit“, das Kehren/Fegen wird anteilsmäßig weniger. Niedrigenergiehäuser werden luftdichter gebaut; deshalb werden Kontrolle der Verbrennungsluftzufuhr und der Dichtheit von Ofen und Kamin wichtiger. Komplexere Heizanlagen, etwa für Holzpellets, müssen regelmäßig überprüft werden.

### Glücksbringer

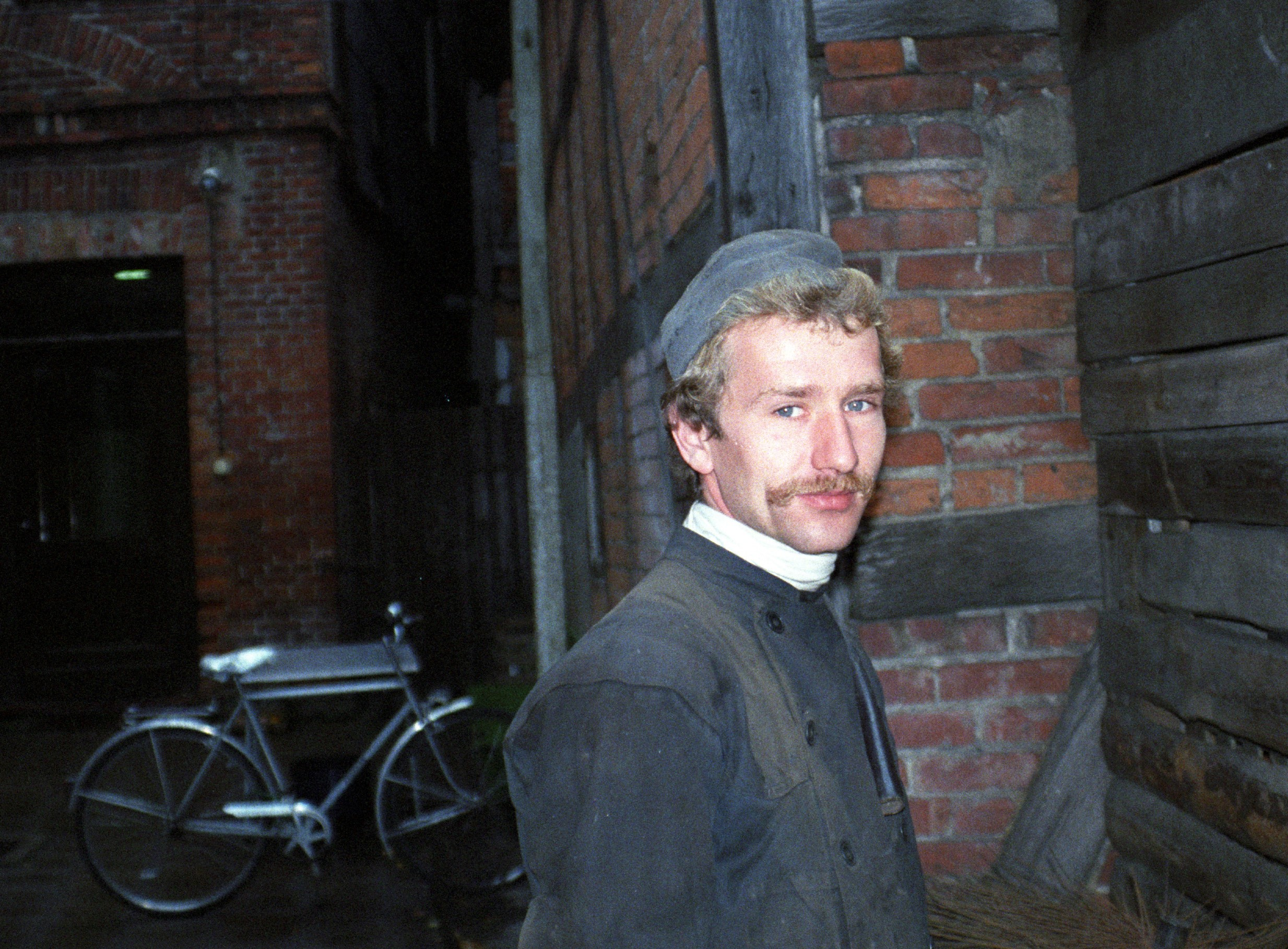
Schornsteinfeger in St. Pauli (2005)

Der schwarze Mann gilt in weiten Teilen der Welt volkstümlich als Glücksbringer. Wer ihn berühre, habe Glück (im neuen Jahr). Es hängt wohl damit zusammen, dass die Schornsteinfeger früher die Menschen vor den Folgen verstopfter Schornsteine und Bränden schützten.
In Österreich von den Rauchfangkehrern übernommen wurde der Verkauf von Neujahrs-Glücksmünzen, die ursprünglich vom Hauptmünzamt herausgegeben wurden. Daraus dürfte sich das Neujahrsbrauchtum entwickelt haben, dass die Rauchfangkehrer eine kleine goldene Münze (Avers: Rauchfangkehrer, Jahreszahl Revers: Ich bringe Glück, Gesundheit und Erfolg) mit dem Neujahrwunsch übergeben.

### Museen

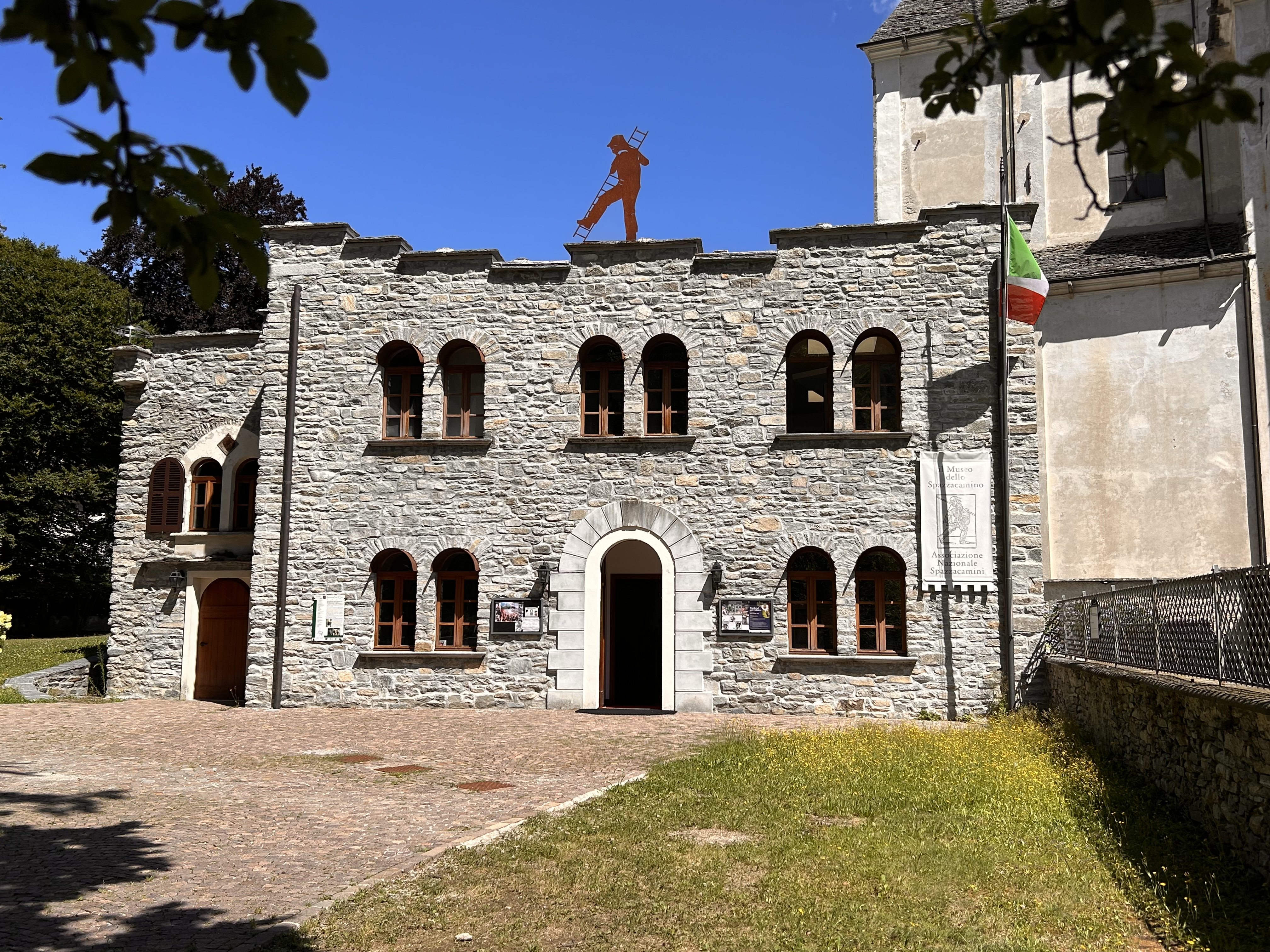
Museo dello spazzacamino

- Museo dello spazzacamino: In Santa Maria Maggiore (Valle Vigezzo, Piemont, Italien) gibt es ein Kaminfegermuseum zur Erinnerung an die Kinder aus dem Tal, die im 19. Jahrhundert nach Mailand geschickt (d. h. oft verkauft) wurden, um dort Kamine zu putzen, und ein jährliches Kaminfegertreffen, in der Regel am ersten September-Wochenende.[84] Im Nachbardorf Malesco erinnert ein Denkmal an die Kaminfegerbuben. Es zeigt den zwölfjährigen Fausto Cappini (1917–1929), der während seiner Arbeit als Kaminfeger von einem Dach zu Tode stürzte.
- Rauchfangkehrermuseum: In Wien gibt es seit dem Jahr 1985 ein Rauchfangkehrermuseum mit rund 250 m² Ausstellungsfläche.[85]
- Schornsteinfegermuseum: Seit 2005 gibt es in Villingendorf ein privates Schornsteinfegermuseum mit rund 60 m² Ausstellungsfläche.[86][87]

### Musik
- Fritz Trauner: Wiener Rauchfangkehrer, Marsch, Radio Wien, 14. Februar 1930, 16:40 Uhr und 22. Februar 1930, 16:40 Uhr[88][89]
- Mathias Rauch: Rauchfangkehrer Marsch (Feger Marsch), für Blasmusik[90][91]
- Rauchfangkehrer-Walzer, Tanzlmusik, Volksmusik[92]

### Theater
- Die Kaminfeger von London, 1867, Ballet, von Pasquale Borri[93]

### Musical
- Mary Poppins (Film), 1964, mit Dick Van Dyke als „Bert“, der Schornsteinfeger
  - „Chim-Chim-Cher-ee (Chim Chim Cheree)“-Song/Chimney sweep, Video-Link, 4:34 min
  - „Step in Time (Schritt und Tritt)“-Song/Dance, Video-Link, 3:26 min
  - „March over the rooftops“, Video-Link, 1:55 min

### Sonstiges
- Rußige Zeiten ist eine Fernseh-Unterhaltungsserie (Bayerischer Rundfunk).
- Eine dunkle und wenig behaarte Ausprägung des Feldmaikäfers wird als Schornsteinfeger bezeichnet.